# Reichholz (Gemeinde Weyregg)
Reichholz ist eine Ortschaft in der Gemeinde Weyregg am Attersee in Oberösterreich.
Die Ortschaft liegt auf einer flachen Bergflanke über der Ostseite des Attersees, von wo man in drei Richtungen freie Sicht hat. Nur im Süden überragt der Wachtberg die Situation. Die Straße auf den Wachtberg führt von Weyregg auch durch Reichholz. Die Ortschaft, zu der auch die Orte Bruckbach, Schmaußing, Wachtberg, Wolfering und einige Einzellagen gehören, zählt 174 Einwohner (Stand: 1. Jänner 2024).